# 떠돌이 개 (영화)
떠돌이 개(郊遊, 교유, Stray Dogs)는 대만에서 제작된 차이밍량 감독의 2013년 드라마 영화이다. 이강생 등이 주연으로 출연하였다.

## 출연

### 주연
- 이강생

### 조연
- 육혁정
- 진상기

## 제작진
- 음향: 두독지
- 음향: 곽례기

## 같이 보기
- 떠돌이 개